# Les Ardentes
Les Ardentes is een meerdaags Belgisch electro-rockmuziekfestival dat jaarlijks begin juli plaatsvindt in Luik. Het festival werd in 2006 door Fabrice Lamproye en Gaëtan Servais uit de grond gestampt en groeide uit tot een vierdaags evenement met jaarlijks 70.000 bezoekers.
Les Ardentes ging door op de terreinen van de Halles des foires (beurshallen) en het Astridpark, in de wijk Coronmeuse in het noorden van de stad. In 2022 verhuisde het festival naar Rocourt. 
Les Ardentes betekent letterlijk de vurigen of de gepassioneerden en is een verwijzing naar de bijnaam van de stad Luik: "La Cité Ardente", de vurige stede.

## Geschiedenis

### 2006
De eerste editie ging door van 7 tot en met 9 juli en kende 25.000 toeschouwers met Indochine als top of the bill. Groepen op de affiche waren onder meer TTC, Modeselektor, Sven Väth, Juan Atkins, Zita Swoon, Echo & the Bunnymen, Mad Professor, Montevideo, Nada Surf, CocoRosie, The Nits en Indochine.

### 2007
De tweede editie ging door van 5 tot en met 8 juli en verzamelde 43.000 toeschouwers. Op de affiche onder meer Arid, Zita Swoon, Air, Vive la Fête, Cassius, Apparat met Ellen Allien, The Hacker, Robert Hood, Ricardo Villalobos, !!!, Clinic, Infadels, Ghinzu, Martin Solveig, The Datsuns, Absynthe Minded, Joey Starr, DJ Krush, DAAN, The Tellers, Mud Flow, Archive en Hooverphonic.

### 2008
De derde editie ging door van 10 tot 13 juli met 56.000 toeschouwers. Optredens waren er van Laurent Garnier, Yael Naim, Trentemøller (liveset), Flogging Molly, Cypress Hill, Sebastien Tellier, Arsenal, Shameboy, Yelle, Cansei de Ser Sexy, Booka Shade, Goose, Dr. Lektroluv, Andrew Weatherall, Dave Clarke, Derrick May, M.A.N.D.Y., Freaky Age, Tim Vanhamel, Das Pop, Dizzee Rascal, The Streets, Groove Armada, Liars, The Kills, The Mars Volta, The Bloody Beetroots, Calvin Harris, Noisia, Sage Francis, Puggy, Nada Surf, Arno, Alain Bashung, The Cinematic Orchestra en The Dandy Warhols.

### 2009
De vierde editie van 9 tot 12 juli ging door met 57.000 toeschouwers. Nieuw dat jaar was een overnachtingsmogelijkheid op de festivalterreinen, Les Festihuts. Optredens waren er van onder meer The Bony King of Nowhere, Herman Dune, Emiliana Torrini, Kid Cudi, Mogwai, Grandmaster Flash, Sonar, Madcon, The Rakes, Method Man & Redman, Q-Tip, Etienne de Crécy, The Subs, Para One, Paul Kalkbrenner, Adam Beyer, The Hickey Underworld, Art Brut, Triggerfinger, Peaches, Tricky, Kool Shen, Magnus, Fink, IAMX, Amon Tobin, Caspa, Skream, Benga, DJ Mehdi, Erol Alkan, Mylo, Alela Diane, Ozark Henry, Gabriella Cilmi, Peter Bjorn and John, The Subways, Cold War Kids, Supergrass en Ghinzu.

### 2010
Van 8 tot en met 11 juli ging de vijfde editie door met 60.000 festivalgangers. Het festival ging dat jaar door onder een verzengende hitte. Op de affiche stonden onder andere Jamie Lidell, Julian Casablancas, Cypress Hill, Pavement, The Tellers, Broken Social Scene, Crystal Castles, Morcheeba, Missy Elliott, Midnight Juggernauts, Audio Bullys, Just Jack, N.E.R.D., Tocadisco, The Shoes, Busy P, Zombie Nation, Tiga, Crystal Fighters, The Black Box Revelation, Babyshambles, Charlotte Gainsbourg, Erykah Badu, Ben Harper & Relentless 7, Isbells, Tunng, Nada Surf, SebastiAn, Adam Green, Yacht, Everlast, Jose James, Selah Sue, Nouvelle Vague, Heather Nova, Sarah Blasko, Archive en PiL.

### 2011
De zesde editie telde 70.000 bezoekers van 7 tot en met 10 juli. Optredens waren er van onder meer Dune, Triggerfinger, Ziggy Marley, Selah Sue, Connan Mockasin, These New Puritans, Stromae, The Human League, Kelis, Das Pop, Sum 41, Goose, Wu-Tang Clan, Limp Bizkit, Yuksek, The Subs, Dr Lektroluv, Joris Voorn, Vanishing Point, Balthazar, Carl Barât, The Subways, Kate Nash, Cake, Snoop Dogg, Joan As Police Woman, Darkstar, Flux Pavilion, An Pierle, Staff Benda Bilili, Katerine, Agnes Obel, Guillemots, Keziah Jones, Puggy, Ozark Henry en Mika.

### 2012
De zevende editie vond plaats van 5 tot en met 8 juli. Optredens waren van onder andere 50 Cent, Absynthe Minded, Cypress Hill, Death In Vegas, Divine, Far East Movement, I Blame Coco, Joeystarr, Kavinsky, M83, Madeon, Marilyn Manson, Milow, Morning Parade, Morrissey, Patti Smith, School is Cool, Shearwater, The Hickey Underworld, The Jon Spencer Blues Explosion, The Ting Tings, Warpaint, White Lies, Yeasayer.

### 2013
De achtste editie vindt plaats van 11 tot en met 14 juli. Optredens zijn van onder andere -M-, dEUS, Mika, Steve Aoki, Kaiser Chiefs, Arno, Hooverphonic with Orchestra, Lou Doilon, BB Brunes, Miguel, Feed Me, Dada Life, Digitalism dj set, IAMX, Oxmo Puccino, 1995, Disiz, Soldout, Stupeflip, Trixie Whitley, The Raveonettes, Eiffel, An Pierlé, The Maccabees, Alex Hepburn, DJ Hype, Superlux, Balthazar, Vismets.

### 2014
| donderdag 10 juli | vrijdag 11 juli                                                                                       | zaterdag 12 juli                                      | zondag 13 juli                                                                           |
| Shaka Ponk Wiz Khalifa Schoolboy Q Naughty Boy Valerie June La Pegatina Cats On Trees The Inspector Cluzo Isaiah Rashad Old Jazzy Beat Mastazz | Placebo Method Man & Redman Vitalic VTLZR The Horrors Booka Shade Giorgio Moroder Danny Brown Kid Ink | Stromae M.I.A. IAM Rita Ora Mark Lanegan Band Caribou | Massive Attack Selah Sue Nneka Daughter Milky Chance Banks Cascadeur Benjamin Clementine |

### 2015
| donderdag 9 juli | vrijdag 10 juli | zaterdag 11 juli | zondag 12 juli |
| Kendrick Lamar Coeur de pirate Rae Sremmurd The Dø August Alsina Flatbush Zombies Starflam La Smala Freddie Gibbs Denzel Curry Logic STUFF. Atomic Spliff Heystap Squad | Paul Kalkbrenner dEUS A$AP Rocky Oscar and the Wolf De La Soul La Roux Claptone Bonobo Bakermat The Avener Temples Joke Mount Kimbie Hercules & Love Affair Lapalux Baxter Dury Hanni El Khatib BRNS Binkbeats Nick Mulvey Tom McRae Criolo Feu! Chatterton Paon Fùgù Mango Alaska Gold Rush Gloria Boateng Lost Frequencies | Nicki Minaj Iggy Pop Nero Paul Weller The Hives Charlie Winston Benjamin Clementine RL Grime Flux Pavilion The Charlatans James Vincent McMorrow Gaz Coombes Clarck The Experimental Tropical Blues Band Forest Swords Slow Magic Great Mountain Fire Roscoe Ben Khan Icicle Paula Temple Woods King Gizard & The Wizard Lizard Elvis Black Stars Grand George Bed Rugs Konoba Yoko Syndrome | D'Angelo Fauve Metronomy Tinie Tempah Balthazar Black Rebel Motorcycle Club Erlend Øye Alice on the Roof Sleaford Mods Ratking Bigflo & Oli Mountain Bike L'Or Du Commun |

### 2016
De elfde editie vond plaats van 6 tot en met 10 juli. Optredens waren er van onder andere Pharrell Williams, José González, DJ Shadow, Cat Power, Flying Lotus, Suede, Jurassic 5, Goat, Tyler, The Creator, Alice on the Roof, Charles Bradley, Jungle en Thundercat.

### 2017
De twaalfde editie vond plaats van 6 tot en met 9 juli. Optredens waren er van onder andere Coely, Trombone Shorty, Young Thug, Gucci Mane, Booba, Scylla, Rufus, Rae Sremmurd, Sean Paul, Roméo Elvis & Le Motel, Warhaus, Mac Miller, Placebo, Tout Va Bien, Liam Gallagher en DJ Snake.

### 2018
De dertiende editie vond plaats van 5 tot en met 8 juli. Optredens waren er van onder meer Massive Attack, MC Solaar, Wiz Khalifa, Atomic Spliff, Caballero & JeanJass, Le Motel, Lil' Kleine en 6ix9ine.

### 2019
De veertiende editie vond plaats van 4 tot en met 7 juli. Het festival ging voor het laatst door in het Astridpark, Onder andere de volgende namen stonden op het programma: Black Eyed Peas, Hocus Pocus, Young Thug, Pusha T.

### 2020,2021
In 2020 en 2021 werd het festival afgelast vanwege de Coronapandemie.

### 2022
Het festival vond plaats van 7 tot 11 juli. Het nieuwe terrein in Rocourt  verdubbelde in grootte en de nadruk van de programmatie ligt op hiphop.

### 2023
In 2023 vond Les Ardentes plaats van 6 tot 9 juli. De laatste dag werd geschrapt wegens aangekondigd onweer.

### 2024
De achttiende editie van het festival ging door van donderdag 11 tot en met zondag 14 juli 2024. De line-up bestond onder meer uit DJ Snake en Destroy Lonely op donderdag, Rim'K, Shay, Doja Cat, 21 Savage, Dina Ayada en Gradur op vrijdag, Don Toliver op zaterdag en Booba, Nicki Minaj, Fally Ipupa en Lacrim op zondag.